# Square du Vexin
Square du Vexin är en återvändsgata i Quartier d'Amérique i Paris nittonde arrondissement. Gatan är uppkallad efter den tidigare provinsen Vexin. Square du Vexin börjar vid Avenue Debidour 1.

## Omgivningar
- Saint-François-d'Assise
- Parc de la Butte-du-Chapeau-Rouge
- Square du Vermandois
- Square du Laonnais
- Avenue Debidour

## Bilder
| - Gatuskylt. - Saint-François-d'Assise. - Parc de la Butte-du-Chapeau-Rouge. |

## Kommunikationer
- Tunnelbana – linje  – Pré-Saint-Gervais
- Busshållplats Lycée Diderot – Paris bussnät

### Webbkällor
- ”Square du Vexin”. Mairie de Paris. https://web.archive.org/web/20160303180906/http://www.v2asp.paris.fr/commun/v2asp/v2/nomenclature_voies/Voieactu/9738.nom.htm. Läst 19 januari 2024.
- ”Square du Vexin (19ème arrondissement)”. Les rues de Paris. https://web.archive.org/web/20160409100217/http://www.parisrues.com/rues19/paris-19-square-du-vexin.html. Läst 19 januari 2024.